# Insurrection palestinienne au Sud-Liban
Guerre du Liban
Guerre froide arabe
Batailles
Fait partie du Conflit israélo-palestinien et de la guerre civile libanaise
L'insurrection palestinienne dans le Sud-Liban était un conflit initié par des militants palestiniens basés dans le Sud-Liban sur Israël à partir de 1968 et sur des factions libanaises chrétiennes à partir du milieu des années 1970, qui a évolué vers la guerre civile libanaise au sens large en 1975 et a duré jusqu'à l'expulsion de l'Organisation de libération de la Palestine (OLP) du Liban lors de la guerre du Liban de 1982. Bien que le FPLP-CG et certaines autres factions palestiniennes aient poursuivi des activités militaires de bas niveau sur le sol libanais, on considère qu'après 1982, le conflit s'est estompé au profit de la guerre locale interlibanaise des montagnes et du conflit israélo-hezbollah.
L'insurrection palestinienne dans le Sud-Liban, qui a atteint son apogée dans les années 1970, a fait des milliers de victimes militaires et civiles israéliennes, libanaises et palestiniennes, et est considérée comme l'un des éléments clés du déclenchement de la guerre civile libanaise.

## Histoire

### Commencement du militantisme de l'OLP
À partir de 1968, l'Organisation de libération de la Palestine (OLP) a commencé à mener des raids du Liban vers Israël, tandis qu'Israël a commencé à faire des raids de représailles au Liban et à encourager les factions libanaises à traiter avec les fedayins palestiniens. Après qu'une compagnie aérienne israélienne a été mitraillée par des militants palestiniens à l'aéroport d'Athènes, Israël a bombardé l'aéroport international de Beyrouth en représailles, détruisant 13 avions civils.
Les citoyens non armés ne pouvaient pas expulser les étrangers armés, tandis que l'armée libanaise était trop faible militairement et politiquement. Les camps palestiniens sont passés sous contrôle palestinien après une série d'affrontements en 1968 et 1969 entre l'armée libanaise et les forces de guérilla palestiniennes émergentes. En 1969, l'accord du Caire a garanti aux réfugiés le droit de travailler, de former des comités autonomes et de s'engager dans la lutte armée "Le mouvement de résistance palestinien a assumé la gestion quotidienne des camps de réfugiés, assurant la sécurité ainsi qu'une grande variété de services sanitaires, éducatifs et sociaux".
Le 8 mai 1970, une faction de l'OLP, le Front démocratique pour la libération de la Palestine (FDLP), est entrée en Israël et a perpétré le massacre des bus scolaires d'Avivim.

### Septembre noir et relocalisation au Sud-Liban
En 1970, l'OLP a tenté de renverser un monarque régnant, le roi Hussein de Jordanie, et après qu'il a réprimé la rébellion dans ce que les historiens arabes appellent le Septembre noir, les dirigeants de l'OLP et leurs troupes ont fui la Jordanie pour se réfugier en Syrie et finalement au Liban, où la violence transfrontalière s'est accrue.

### Les pics d'insurrection tout au long des années 1970

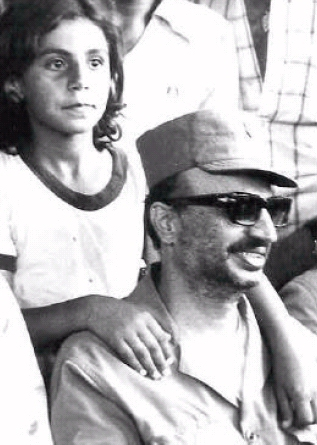
Arafat au Liban, 1974

Le siège ayant été transféré à Beyrouth, les factions de l'OLP ont recruté de nouveaux membres dans les camps de réfugiés palestiniens. Le Sud-Liban a été surnommé "Fatahland" en raison de la prédominance dans cette région de l'organisation du Fatah de Yasser Arafat. Avec sa propre armée opérant librement au Liban, l'OLP avait créé un État dans l'État. En 1975, plus de 300 000 personnes palestiniennes déplacées vivaient au Liban. En plus de servir de base d'opérations pour des raids sur Israël et contre les institutions israéliennes dans le monde entier, l'OLP et d'autres organisations militantes palestiniennes ont également entamé une série d'opérations de détournement d'avions, visant des vols israéliens et internationaux, transportant des Israéliens et des Juifs. L'effet le plus profond sur le Liban a été la déstabilisation et l'augmentation des conflits sectaires, qui ont fini par se transformer en une véritable guerre civile.
En réaction au massacre de Munich en 1972, Israël a mené l'opération Printemps de la jeunesse. Des membres des forces spéciales d'élite israéliennes ont débarqué par bateau au Liban le 9 avril 1973 et, avec l'aide d'agents des services de renseignement israéliens, ont infiltré le quartier général de l'OLP à Beyrouth et ont assassiné plusieurs membres de sa direction.
En 1974, l'OLP a modifié son orientation pour y inclure des éléments politiques, nécessaires à un dialogue avec Israël. Ceux qui insistaient sur une solution militaire sont partis pour former le Front Rejetoniste, et Yassir Arafat a repris le rôle de leader de l'OLP.
Le Commandement général du Front populaire pour la libération de la Palestine (FDLP), qui s'est séparé de l'OLP en 1974, a perpétré le massacre de Kiryat Shmona en avril de cette année-là. En mai 1974, le FDLP est retourné en Israël et a perpétré le massacre de Ma'alot.

### La guerre civile libanaise (première phase)
La guerre civile libanaise (1975-1990) a été un conflit complexe sous la forme de diverses factions et d'alliances changeantes entre et parmi les catholiques maronites libanais, les musulmans libanais, les Palestiniens, les Druzes libanais et d'autres groupes non sectaires. Le pouvoir gouvernemental avait été réparti entre les différents groupes religieux par le Pacte national basé en partie sur les résultats du recensement de 1932. Les changements démographiques et le sentiment accru de privation de certains groupes ethniques, ainsi que les affrontements israélo-palestiniens dans le sud du pays ont tous contribué au déclenchement de la guerre civile libanaise.
À partir de mai 1976, Israël fournit aux milices maronites, y compris aux Forces libanaises, dirigées par Bachir Gemayel, des armes, des chars et des conseillers militaires,. La frontière entre Israël et le Liban est alors surnommée la "bonne clôture".
Craignant de perdre l'accès commercial au port de Beyrouth, la Syrie est intervenue dans la guerre civile en juin 1976 pour soutenir le gouvernement dominé par les Maronites, et en octobre, elle avait 40 000 soldats stationnés à l'intérieur du Liban. L'année suivante, cependant, la Syrie a changé de camp et a commencé à soutenir les Palestiniens.
Le 11 mars 1978, onze militants de l'OLP ont effectué un débarquement en mer à Haïfa, en Israël, où ils ont détourné un bus plein de monde, tuant les personnes à bord dans ce qui est connu comme le massacre de la route côtière. A la fin de la journée, neuf pirates et 37 civils israéliens ont été tués. En réponse, le 14 mars 1978, Israël a lancé l'opération Litani en occupant le sud du Liban, à l'exception de la ville de Tyr, avec 25 000 hommes. L'objectif était de repousser l'OLP loin de la frontière et de soutenir une milice chrétienne libanaise alliée à Israël, l'Armée du Liban Sud (ALS).
Le 22 avril 1979, Samir Kuntar et trois autres membres du Front de libération de la Palestine, une faction temporaire de l'OLP, débarquent à Nahariya, en Israël, en provenance de Tyr, au Liban, par bateau. Après avoir tué un officier de police, qui avait découvert leur présence, ils ont pris en otage un père et sa fille dans un immeuble d'habitation. Après avoir fui avec les otages pour retourner à la plage, une fusillade a tué un policier et deux des militants. Kuntar a ensuite exécuté les otages avant que lui et l'envahisseur restant ne soient capturés.
En avril 1981, les États-Unis ont tenté de négocier un cessez-le-feu au Sud-Liban entre Israël, la Syrie et l'OLP. En juillet 1981, Israël a répondu aux attaques de roquettes de l'OLP sur les colonies israéliennes du nord en bombardant les camps de l'OLP au Sud-Liban. L'envoyé américain Philip Habib a finalement négocié un cessez-le-feu précaire qui a été surveillé par la Force intérimaire des Nations unies au Liban (FINUL).

### La guerre de 1982
La guerre du Liban de 1982 a commencé le 6 juin 1982, lorsqu'Israël a envahi à nouveau en représailles directes à la tentative d'assassinat de Shlomo Argov, l'ambassadeur israélien au Royaume-Uni, par l'ONA (organisation Abou Nidal, un groupe dissident du Fatah), en attaquant des bases militaires palestiniennes et des camps de réfugiés affiliés à l'Organisation de libération de la Palestine et à d'autres mouvements militaires palestiniens, dont l'ONA. Au cours du conflit, plus de 17 000 Libanais ont été tués, et l'armée israélienne a assiégé Beyrouth. Pendant la guerre, des combats ont également eu lieu entre Israël et la Syrie. Les États-Unis, craignant l'aggravation du conflit et le prestige que le siège donnait au chef de l'OLP, Yasser Arafat, ont obtenu de toutes les parties qu'elles acceptent un cessez-le-feu et les conditions du retrait de l'OLP le 12 août. La force multinationale au Liban, à prédominance musulmane, est arrivée pour maintenir la paix et assurer le retrait de l'OLP. Arafat se retira de Beyrouth le 30 août 1982 et s'installa en Tunisie.

## Conséquences

### Délocalisation de l'OLP en Tunisie
L'invasion israélienne de 1982 en soutien aux milices chrétiennes libanaises a entraîné le départ de l'Organisation de libération de la Palestine (OLP) du Liban vers la Tunisie. La création d'une zone de sécurité au Sud-Liban a profité à la population civile israélienne, car la Galilée a subi des attaques moins violentes (des dizaines de civils tués), qu'auparavant par l'OLP dans les années 1970 (des centaines de victimes civiles israéliennes). La relocalisation des bases de l'OLP en Tunisie a entraîné une détérioration des liens israélo-tunisiens, qui étaient auparavant considérés comme relativement tolérants.

### Le conflit israélo-hezbollah
Malgré ce succès israélien dans l'éradication des bases de l'OLP et le retrait partiel en 1985, l'invasion israélienne a en fait augmenté la gravité du conflit avec les milices libanaises locales et a entraîné la consolidation de plusieurs mouvements musulmans chiites locaux au Liban, dont le Hezbollah et le Amal, à partir d'un mouvement de guérilla non organisé auparavant dans le sud. Au fil des ans, les pertes militaires des deux parties ont augmenté, car les deux parties ont utilisé des armes plus modernes et le Hezbollah a progressé dans ses tactiques. Au début des années 1990, le Hezbollah, avec le soutien de la Syrie et de l'Iran, est devenu le groupe de tête et la puissance militaire, monopolisant la direction des activités de guérilla au Sud-Liban.

## Source
- (en) Cet article est partiellement ou en totalité issu de l’article de Wikipédia en anglais intitulé « Palestinian insurgency in South Lebanon » (voir la liste des auteurs).